# Conca de Barberà

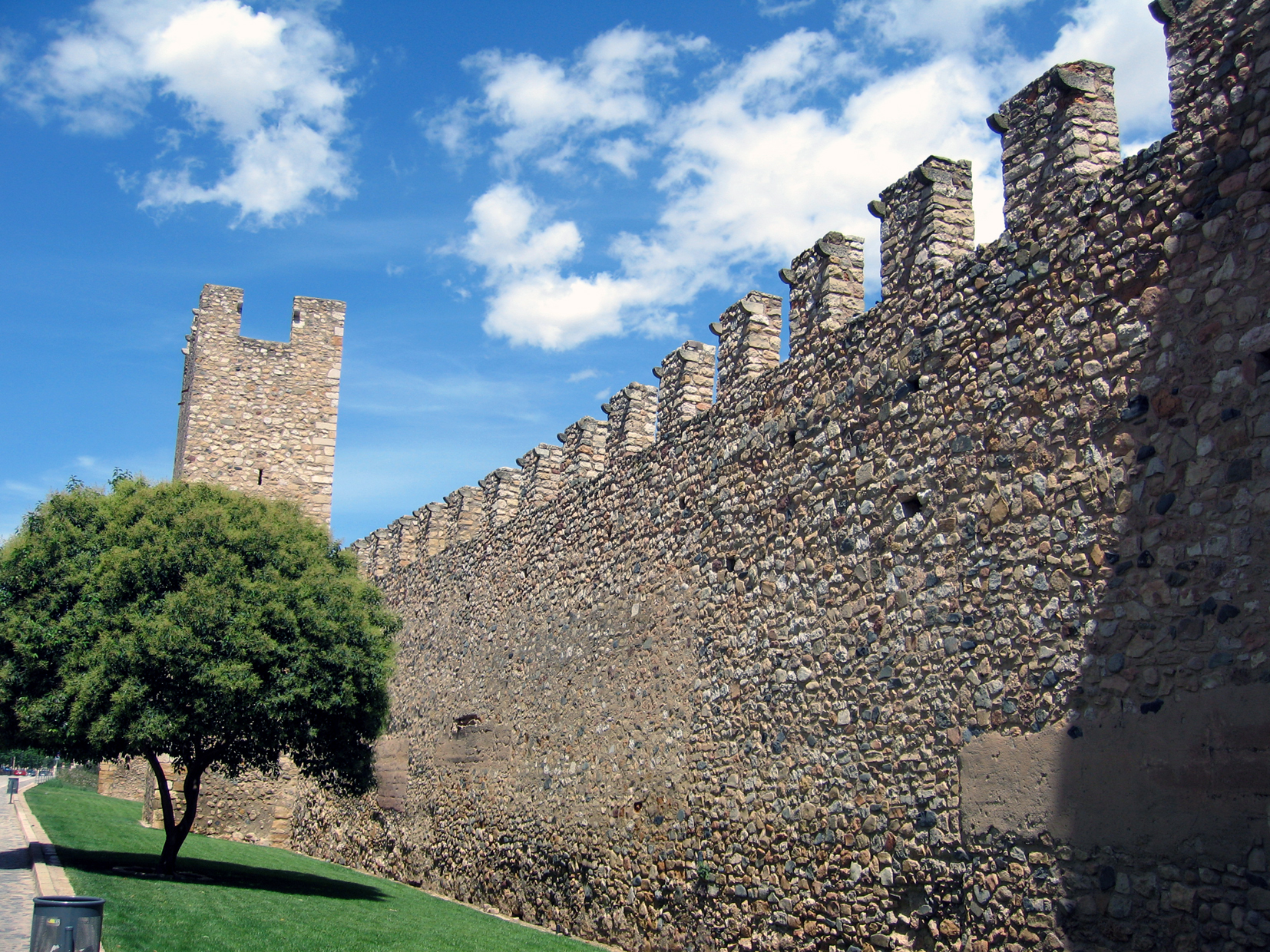
Stadsmuren vid Montblanc i grevskapet Conca de Barberà.

Conca de Barberà är ett grevskap, comarca, i centrala Katalonien, i Spanien. Huvudstaden heter Montblanc, med 7409 innevånare 2013.

## Kommuner
Conca de Barberà är uppdelat i 22 kommuner, municipis.

- Barberà de la Conca
- Blancafort
- Conesa
- Espluga de Francolí
- Forès
- Llorac
- Montblanc
- Passanant i Belltall
- Les Piles
- Pira
- Pontils
- Rocafort de Queralt
- Santa Coloma de Queralt
- Sarral
- Savallà del Comtat
- Senan
- Solivella
- Vallclara
- Vallfogona de Riucorb
- Vilanova de Prades
- Vilaverd
- Vimbodí i Poblet